# Kouto
Kouto  è una città, sottoprefettura e comune della Costa d'Avorio, situata nella regione di Bagoué. È capoluogo dell'omonimo dipartimento e conta una popolazione di 37 060 abitanti (censimento 2014).